# Enum
Enum (av engelska E.164 Number mapping, ungefär "katalogisering enligt E.164-nummerplanen") syftar dels på ett kommunikations- och filöverföringsprotokoll som till exempel http, ftp, gopher, men dels också på en ännu icke etablerad teknik för att lagra och distribuera adresser i datornätverk. Adresserna har samma uppbyggnad som traditionella telefonnummer och följer regelverket E.164. Till skillnad från telefonnummers enkla siffersekvenser skrivs dock adresser enligt Enum-tekniken baklänges och med de enskilda siffrorna åtskilda av punkter, på ett sätt som påminner om hur IP-adresser hanteras i domännamnssystemet. Sist följer sedan angivelsen "e164.arpa" för att ange vilken standard som används. Ett telefonnummer som exempelvis 018-123456 skrivs följaktligen 6.5.4.3.2.1.8.1.6.4.e164.arpa – alltså utan nollan i riktnumret, men med landsnummer (i exemplet används 46, alltså Sveriges landsnummer).